# Rajasthan
 (décembre 2015).
Si vous disposez d'ouvrages ou d'articles de référence ou si vous connaissez des sites web de qualité traitant du thème abordé ici, merci de compléter l'article en donnant les références utiles à sa vérifiabilité et en les liant à la section « Notes et références ».
Le Rajasthan (en hindi : राजस्थान /raːdʒəsˈtʰaːn/ , litt. « pays des rois ») est un État du nord-ouest de l'Inde. Sa capitale est Jaipur.
Il est bordé à l'ouest par le Pakistan, au nord par le Pendjab, au nord-est par le Haryana et l'Uttar Pradesh, au sud-est par le Madhya Pradesh et au sud-ouest par le Gujarat.

## Histoire
Le Rajasthan a été formé le 30 mars 1949, quand les anciens États princiers du Rajputana se sont fondus pour la création de l'Inde.
Le Rajasthan est le fruit de multiples traditions historiques dont principalement celle des Rajputs/Rajasthanis mais aussi des Naths, des Jats/Pendjabis originaires du Pendjab, des Meenas, des Bhils, des Ahirs, des Bishnois, des Brahmans et des Gujars/Gujaratis originaires du Gujarat. Les premiers faits historiques au Rajasthan datent d'il y a plus de 5000 ans.

### Antiquité
Le Rajasthan actuel n’existait pas en tant qu’entité géopolitique et était gouverné par les divers empires et grands royaumes d’Inde tels que l’Empire Maurya, les royaumes des Malavas, Arjunyas, Yaudhyas, l’Empire Kouchan, les royaumes satrapes (Scythes), l’Empire Gupta et les Huns.
Le Rajasthan n’émerge qu’à partir de 700 apr. J.-C. lorsque les clans Rajputs commencent à monter en puissance et dominer la région. C’est entre le VIIIe siècle et le XIIe siècle que les Rajputs connaissent leur apogée et que les rivalités entre les divers clans sont les plus vives.
La dynastie des Pratihâra est la première à former entre le VIe siècle et l’an 1000 un royaume vaste et puissant allant du Gujarat jusqu’à la plaine gangétique. Malgré leurs victoires sur leurs grands voisins que sont l’Empire Pala (Bengale et Bihar) et l’Empire Rashtrakuta (Deccan), une sorte de rivalité se crée entre les Pratihâra et les deux autres dynasties qui tentent également de contrôler le Nord de l’Inde. À la fin du Xe siècle, les Pratihâra s’affaiblissent face à l’invasion musulmane à l’Ouest (Sindh et Pendjab) et les Pala à l’Est. La première grande dynastie Rajput perd petit à petit les divers territoires gouvernés (dont le Rajasthan) et n’est plus qu’à la tête de la région de Kannauj (Uttar Pradesh), qui finit par être attaquée et envahie par les Arabes.
Le Rajasthan devient rapidement après le départ des Pratihâra l'objet de rivalité entre d’autres clans rajput tels que les Chalukyas, les Parmars et les Chauhans, qui luttent pour la prise du pouvoir sur l’ensemble de la région jusqu’au XIIIe siècle.

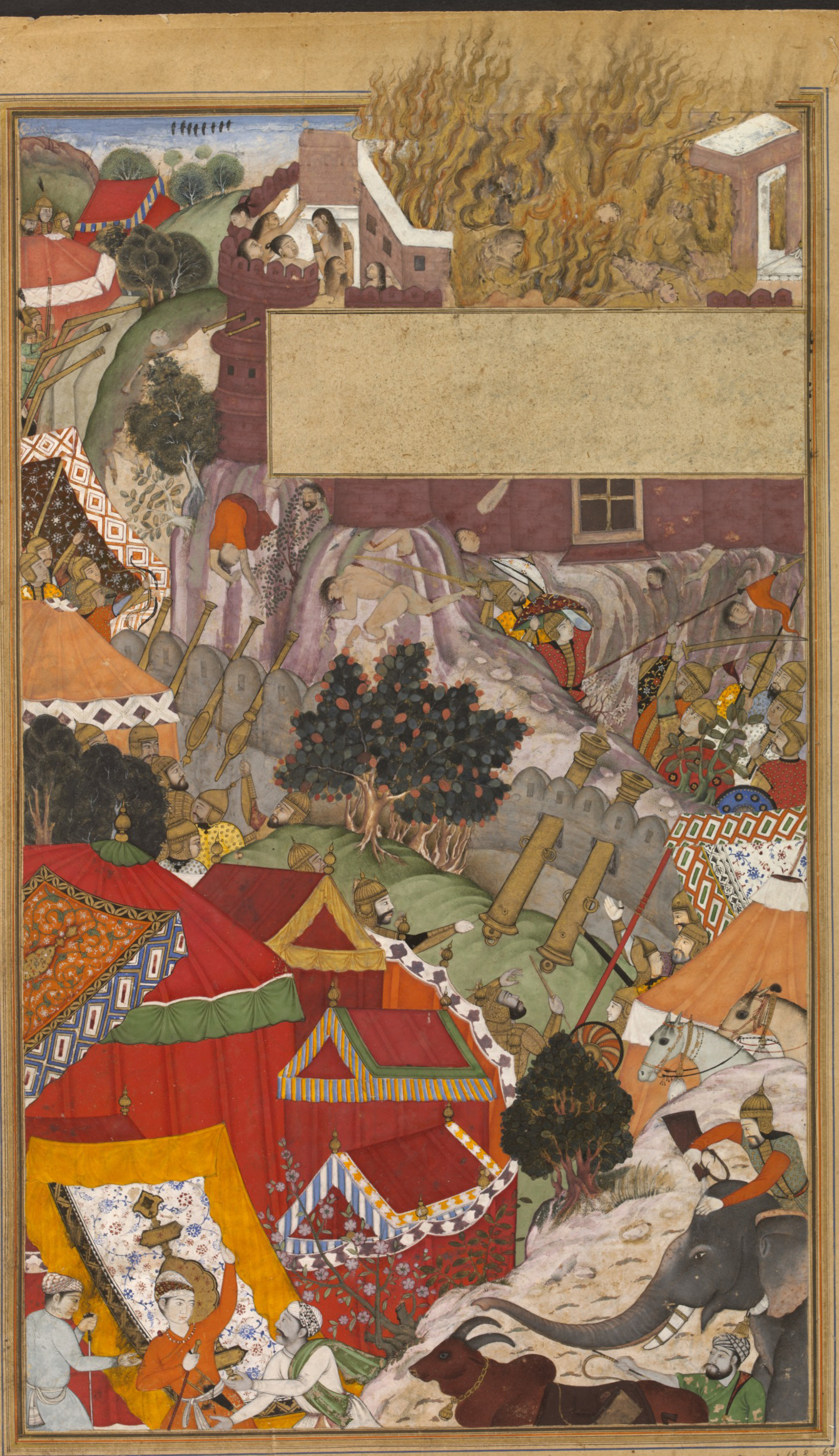
Chittorgarh est célèbre pour ses Jauhârs, des suicides collectifs où les femmes de la cité ne voulant vivre soumises à l'envahisseur musulman décidaient de s'immoler.

### Moyen Âge
Vers l'an 1200, les conquérants Arabes musulmans réussirent à pénétrer dans le Rajasthan et à affaiblir et dominer la plupart des clans rajputs. Seul le royaume de Mewar (région d'Udaipur), le plus puissant et le plus important des États rajputs, ne fut pas vaincu et continua à résister aux nombreux assauts des troupes musulmanes. Les conquérants occupèrent la région durant un certain temps depuis leurs bastions de Nagaur et de Ajmer. Au fil du temps, le Rajasthan redevient divisé entre de nombreux royaumes.
L'arrivée des Afghans et la formation de l'Empire moghol raniment la violence au Rajasthan (particulièrement dans la région de Chittorgarh) et dans le Nord de l'Inde en général, mais elle s'estompe rapidement du fait des nombreuses alliances entre les principautés Rajputs et le nouvel empire musulman.

### Temps modernes
Le Rajasthan n'a jamais pu être unifié en une entité, mais l'empereur moghol Akbar, par souci d'efficacité administrative, décide de créer une réunion des différents vassaux Rajputs en une province divisée en plusieurs États appelée Rajputana. À partir de 1707, le pouvoir moghol déclinant, le Rajputana doit faire face aux invasions des Marathes, ennemis du pouvoir musulman. Les Marathes gagnent rapidement leurs batailles contre les roitelets et princes Rajputs, ils occupent Ajmer en 1755 et réussissent à atteindre les portes du Pendjab. Les invasions marathes sont suivies au XIXe siècle par les incursions des Pindarîs, cavaliers mercenaires affiliés aux nobles marathes et célèbres pour leur mode de vie basé sur les ressources du pillage.
C’est en 1818 que la Compagnie des Indes Orientales pose pied dans la région et s’allie avec les souverains locaux. Les nombreuses principautés Rajputs deviennent vassales de la Couronne Britannique et comme à l’époque des Moghols, elles sont réunies dans la province collective du Rajputana. En dépit des bonnes relations des Rajputs avec les Anglais, le rapport entre les Jats du Nord-Est du Rajasthan (Bharatpur et Dholpur) et les colonisateurs est très violent. En effet, les Jats luttent pour leur indépendance et ne veulent pas être subordonnés, ce qui va créer de nombreux conflits dans la région.

## Géographie
Le Rajasthan couvre une surface de 342 239 km2, c'est le plus grand État indien.
Les villes importantes sont : Jaipur, Kota, Udaipur, Ajmer, Jodhpur, Bikaner, Jaisalmer.
Le Rajasthan est formé de deux parties très distinctes :
- au nord-ouest, s'étend le désert du Thar  bordé par la frontière du Pakistan ;
- au sud-est, la fertile vallée de la Chambal, beaucoup plus peuplée, séparée du désert par la chaîne des Ârâvalli.

Le Rajasthan est un État plutôt sec qui peut connaître plusieurs années sans précipitation. L'eau est issue en grande partie des pluies de la mousson d'été (de juin à septembre), ainsi que des nombreux cours d'eau prenant source dans les Ârâvalli.
Au sud d'Udaipur, dans la pointe comprise entre le Gujarat et le Madhya Pradesh, se trouve une région ancienne nommée Vagad, ancien fief aujourd'hui gravement déforesté de la tribu des Bhīls.

### Climat
Le Rajasthan est principalement une zone de climat désertique (BWh) d’après la classification de Köppen, tandis que les parties orientales de l’État subissent un climat semi-aride (BSh). La température moyenne se situe entre 25 °C et 27 °C dans la plupart de la région, seuls les lieux les plus septentrionaux ont une température moyenne différente (22 °C à 25 °C). L’année est divisée en quatre saisons influencées par le régime des moussons.
L’hiver débute vers le mois de décembre et prend fin vers le mois de février, cette saison est la plus fraîche de l’année et est marquée par un temps ensoleillé toute la journée et brumeux à l’aurore. Les températures en hiver sont entre 10 °C et 15 °C en journée tandis qu’il fait entre 0 °C et 10 °C la nuit.
Le printemps commence au mois de mars et s’achève au mois de mai. Cette saison est remarquable par la montée fulgurante des températures en quelques mois. En effet, il fait entre 25 °C et 30 °C au début du printemps, alors que la température en fin de saison est de l’ordre de 32 °C à 40 °C.
L’été est une saison totalement différente de la période estivale connue dans les zones tempérées, les nuages de moussons se créent à la suite de l’étouffant mois de mai et arrosent le Rajasthan durant trois mois, soit de juin à août. La température saisonnière est de 25 °C à 35 °C. Une chaleur extrême s'est abattue sur le Rajasthan durant l'été 2019, la température dépassant les 50 °C dans certaines villes.
L'automne démarre en septembre et se termine au mois de novembre. Cette saison est marquée par une baisse des températures, par une diminution des heures d’ensoleillement et par le retour d'un temps ensoleillé permanent. La température de saison est de l'ordre de 15 °C à 30 °C.

### Relief
L'État du Rajasthan n'est que peu marqué par son relief : en effet, seuls la chaîne montagneuse de l'Aravalli et quelques massifs isolés diffèrent du paysage de la région. Cependant, l'influence qu'ont ces chaînes montagneuses sur le climat de l'État est considérable. Le point culminant du Rajasthan est le Guru Shikhar, qui culmine à plus de 1 722 mètres au-dessus de Mont Abu et de la région d'Oudaïpour.

## Administration et politique

### Gouvernement de l'État
L'assemblée législative du Rajasthan, Vidhan Sabha, compte 200 membres élus au suffrage universel pour un mandat de 5 ans. Le Ministre en chef (Chief Minister), issu du parti ou de la coalition majoritaire, est nommé par le gouverneur de l'État.

## Subdivisions
Le Rajasthan est divisé en 33 districts regroupés en 7 divisions territoriales qui sont :
| Division  | Districts                                                        |
| --------- | ---------------------------------------------------------------- |
| Ajmer     | Ajmer, Bhilwara, Nagaur, Tonk                                    |
| Bharatpur | Bharatpur, Dholpur, Karauli, Sawai Madhopur                      |
| Bikaner   | Sawai Madhopur, Churu, Hanumangarh, Sri Ganganagar               |
| Jaipur    | Alwar, Jaipur, Jhunjhunu, Sikar, Dausa                           |
| Jodhpur   | Barmer, Jaisalmer, Jalore, Jodhpur, Pali, Sirohi                 |
| Kota      | Baran, Bundi, Jhalawar                                           |
| Udaipur   | Bansvara, Chittorgarh, Dungarpur, Pratapgarh, Rajsamand, Udaipur |

## Économie

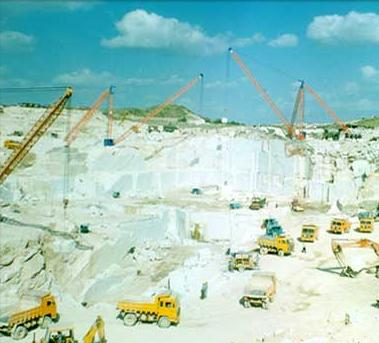
Une carrière de marbre à Kishangarh.

L'économie du Rajasthan est principalement liée à l'agriculture. L'orge et le blé y sont cultivés sur de larges surfaces, de même que la canne à sucre, et les graines oléagineuses. Le coton et le tabac y sont récoltés. C'est aussi le premier État en termes de production de laine.
La région située à l’ouest des monts des Ârâvalli, au climat beaucoup plus sec, est consacrée à l’élevage. Il existe dans cet État des filatures de coton et des usines de ciment, mais l’artisanat reste le secteur industriel majeur.
L'industrialisation du Rajasthan a commencé dans les années 1960. Les principales industries se trouvent dans le textile, les mines (ciment, zinc, marbre, etc.), l'agriculture et la saliculture. Il est aussi un important producteur de fibres polyester.
L'industrie pétrolière, malgré un développement lent, est un secteur économique prometteur. Le Rajasthan est doté de trois grands bassins pétroliers localisés dans l'ouest de l'État. Actuellement, l'extraction se fait principalement dans le district de Barmer. Plus de 196 000 barils ont été produits en 2013.
Près de 70 % de la population du Rajasthan dépend de l'agriculture. L'État représente 12 % de la production de lait en Inde.
Le changement climatique, qui rend plus fréquentes les vagues de chaleur extrême et accentue la sécheresse, compromet l'avenir de l'agriculture. Quelque 90 % des paysans sont endettés.

## Démographie

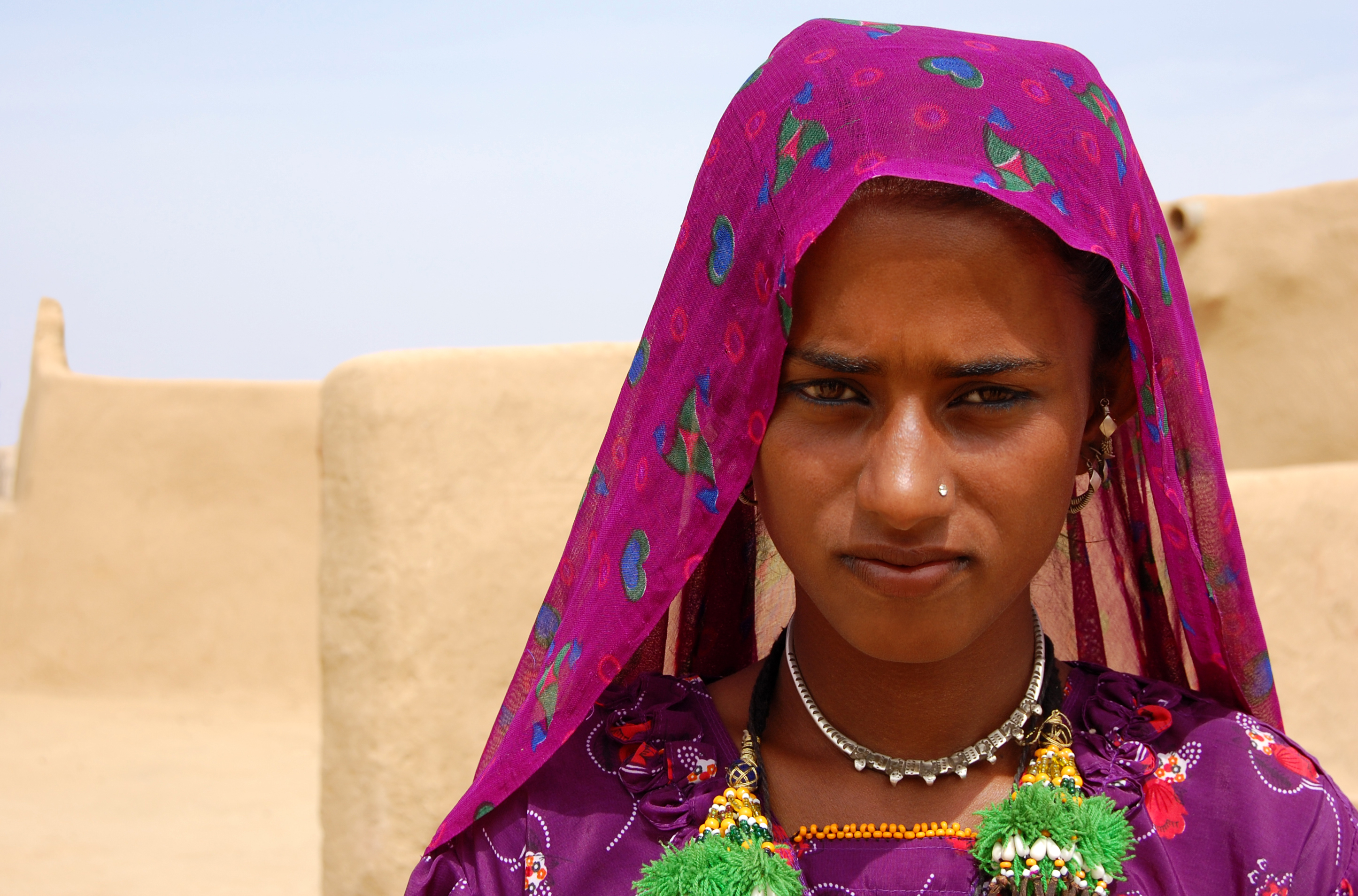
Jeune femme musulmane, l'une des religions minoritaires du Rajasthan, photographiée dans le désert du Thar, près de Jaisalmer.

À la fin des années 1970, l'État compte 26 millions d'habitants.
D'après le recensement de 2011, le Rajasthan compte environ 90,5 % d'hindous, 9,05 % de musulmans, 1,27 % de sikhs et 0,90 % de jaïns.
Sur les quelque 32 000 villages que compte le Rajasthan, 10 000 ont été frappés par la sécheresse en 1988. L'armée organisait la survie des populations dans les zones sinistrées en dirigeant notamment le déblayage des routes ensablées par les vents.

### Langues
L’hindi est la langue officielle de l’État, cependant cette langue n’est pas native de la région. Les langues régionales sont très couramment parlées par les Rajasthanis : les principales sont le rajasthani et le marwari, ainsi que d'autres langues moins connues telles que le bagri, le dhundari, le mewari et le mewati.
Récemment, le gouvernement fédéral a exprimé son souhait de faire du rajasthani la langue officielle de l’État. Malgré le soutien des habitants du Rajasthan, l’officialisation du rajasthani en tant que langue officielle est empêchée par les autorités qui voient en cette officialisation une porte ouverte aux autres langues régionales et au déclin de l'hindi, langue censée unifier linguistiquement les Indiens.

## Culture
Le Rajasthan est un État culturellement très riche dont les traditions reflètent le mode de vie de l'Inde ancienne. En particulier, il est très connu pour ses forts majestueux, son art très coloré, dont les kathputli.

### Art
La peinture mandana (mandan = décoration) s’exerce au Rajasthan et dans le Nord de Madhya Pradesh. Les femmes peignent les murs (le Bhitti Chitra) et les sols (le Bhumi Chitra) de leurs maisons avec des images géométriques pour protéger la maison, pour les fêtes rituelles et surtout pour des raisons décoratives. 
Si la peinture mandana a un vocabulaire ornemental géométrique et stylisé, les peintures thapa sur les murs extérieurs sont en revanche des compositions très libres mettant en scène le monde animal et floral et l’univers villageois.

## Tourisme

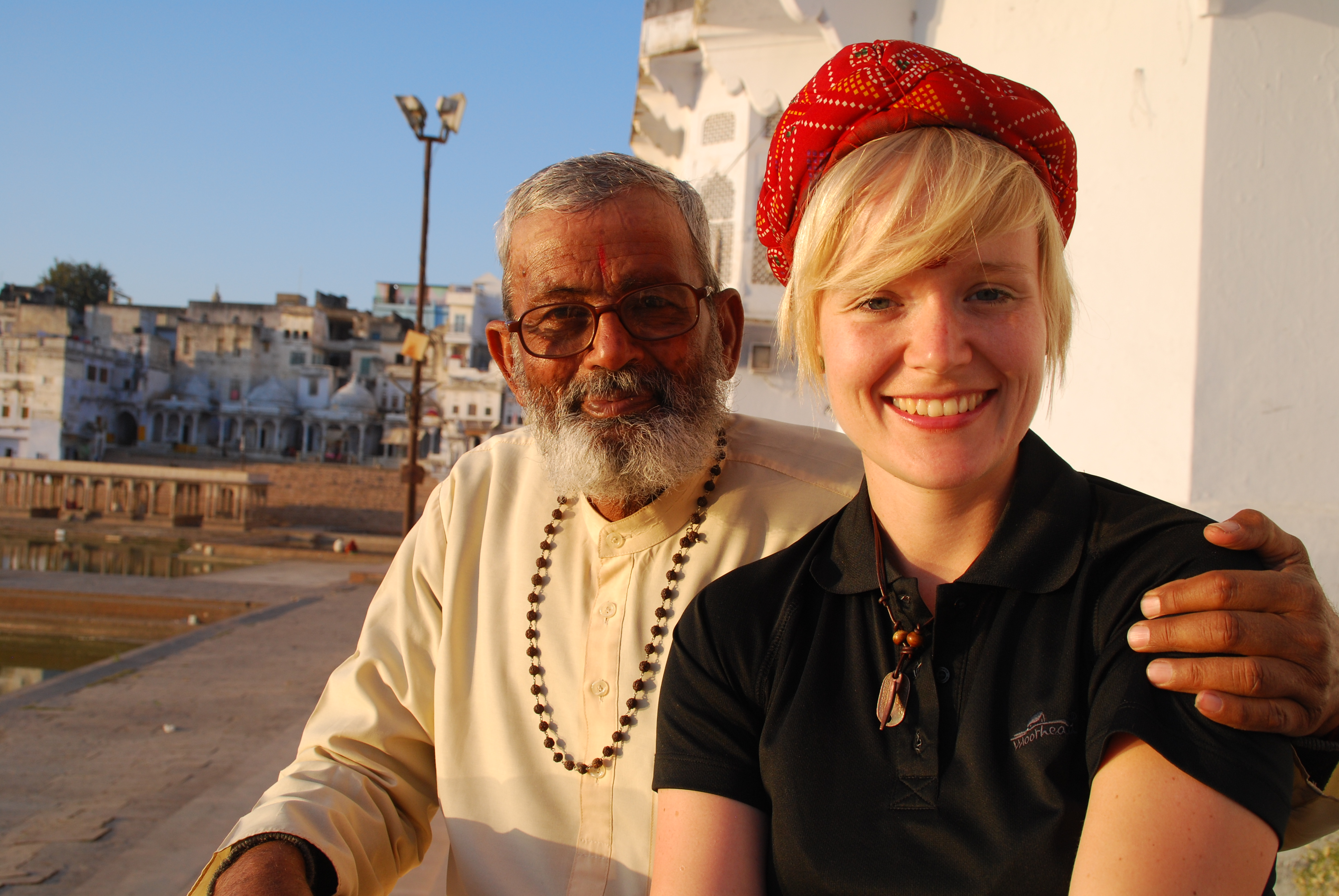
Les touristes apprécient beaucoup l'accueil, la sympathie et la tolérance des Rajasthanis.

Le Rajasthan est la principale région touristique de renommée internationale du pays. D’après le ministère du Tourisme, 230 millions de visiteurs dont deux millions touristes étrangers se sont rendus au Rajasthan en 2024, faisant de cet État le cinquième État le plus visité du pays. Ce secteur économique forme une part importante du gagne-pain des habitants et de la région en soi. La notoriété de cette partie de l’Inde est due à son riche héritage culturel et historique, mais surtout à la beauté de son patrimoine comparable à l'univers des Mille et Une Nuits. La majorité des visiteurs séjournent entre une semaine et dix jours, concentrant leur voyage sur les principales villes du Rajasthan, notamment Jaipur, Jodhpur et Udaipur.
Malgré les récents événements en Inde du Nord (viols de touristes ou de ressortissantes étrangères), le Rajasthan est une destination sûre et peu affectée par ce phénomène épidémique. En effet, seuls quelques très rares cas ont été recensés dans la région (une touriste allemande violée à Alwar et une étudiante japonaise violée à Jaipur) et le gouvernement du Rajasthan prononce rapidement les sentences contre les violeurs, punissant sévèrement les coupables.
Cependant, il est recommandé aux touristes féminines de se vêtir décemment, voire en respectant les contraintes vestimentaires locales. Pour tout cas d’attouchement ou autre dans l’espace public, il est vivement conseillé de donner l’alerte aux passants qui n’hésiteront pas à utiliser la violence pour venir en aide. Les agresseurs quittent souvent les lieux lorsqu’ils se sentent menacés par la population.
Principaux sites touristiques : Jaipur, Jaisalmer, Jodhpur, Udaipur, Pushkar, Mont Âbû, Ajmer, Ranakpur, Shekhawati, Bikaner, Sawai Madhopur, Bharatpur, Bundi, Chittorgarh, Kumbhalgarh, Deeg.

## Galerie

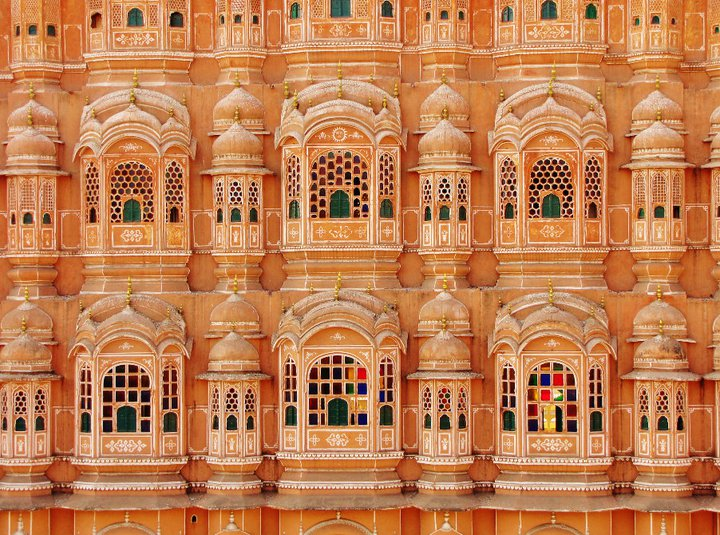
Le Palais du Hawa Mahal et la ville de Jaipur sont en cours de classement au patrimoine mondial de l'Humanité.
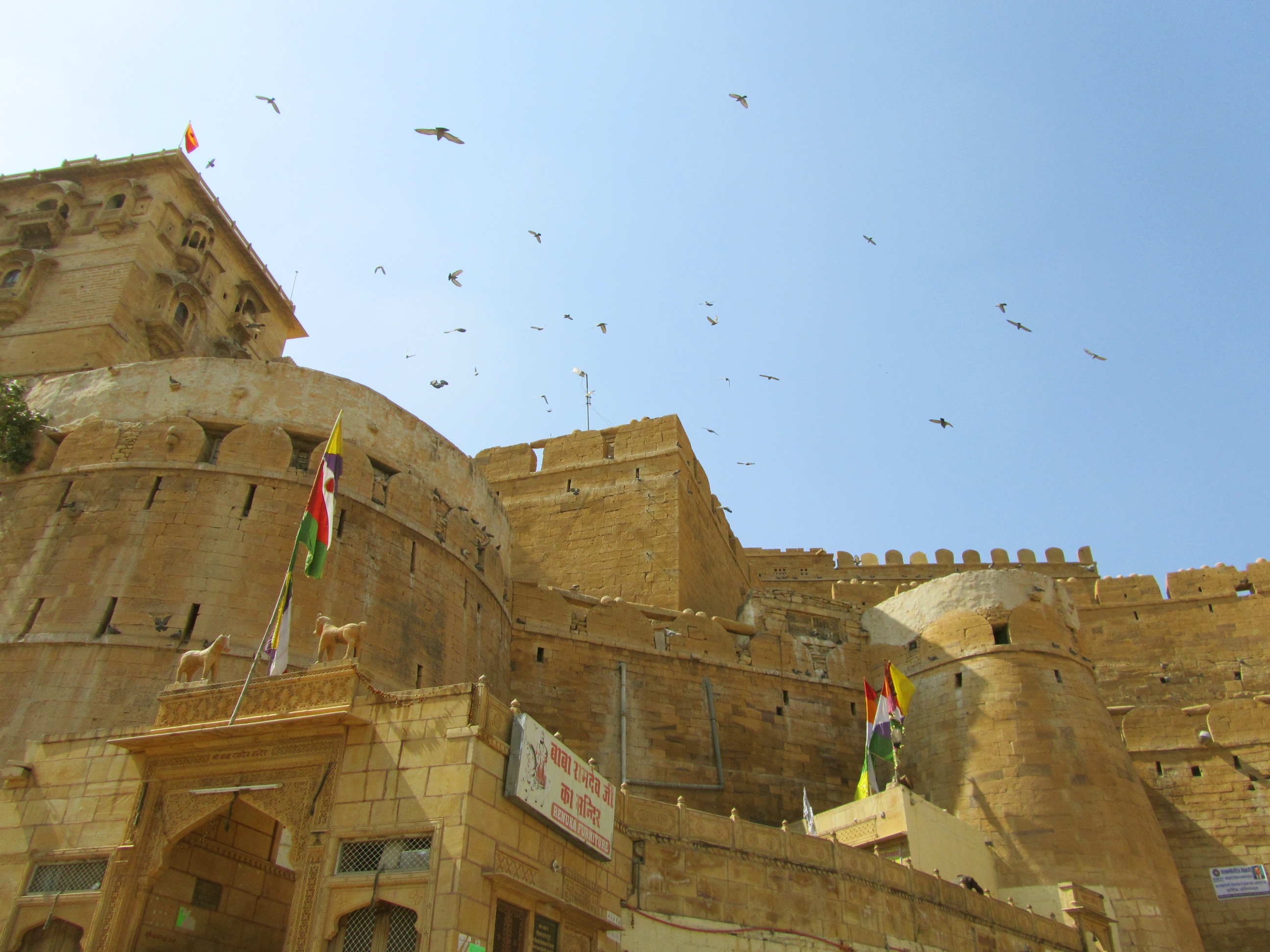
Le Suraj Pol est la porte principale de la citadelle de Jaisalmer, la seule ville fortifiée habitée d'Inde, mais également un site du Patrimoine mondial.
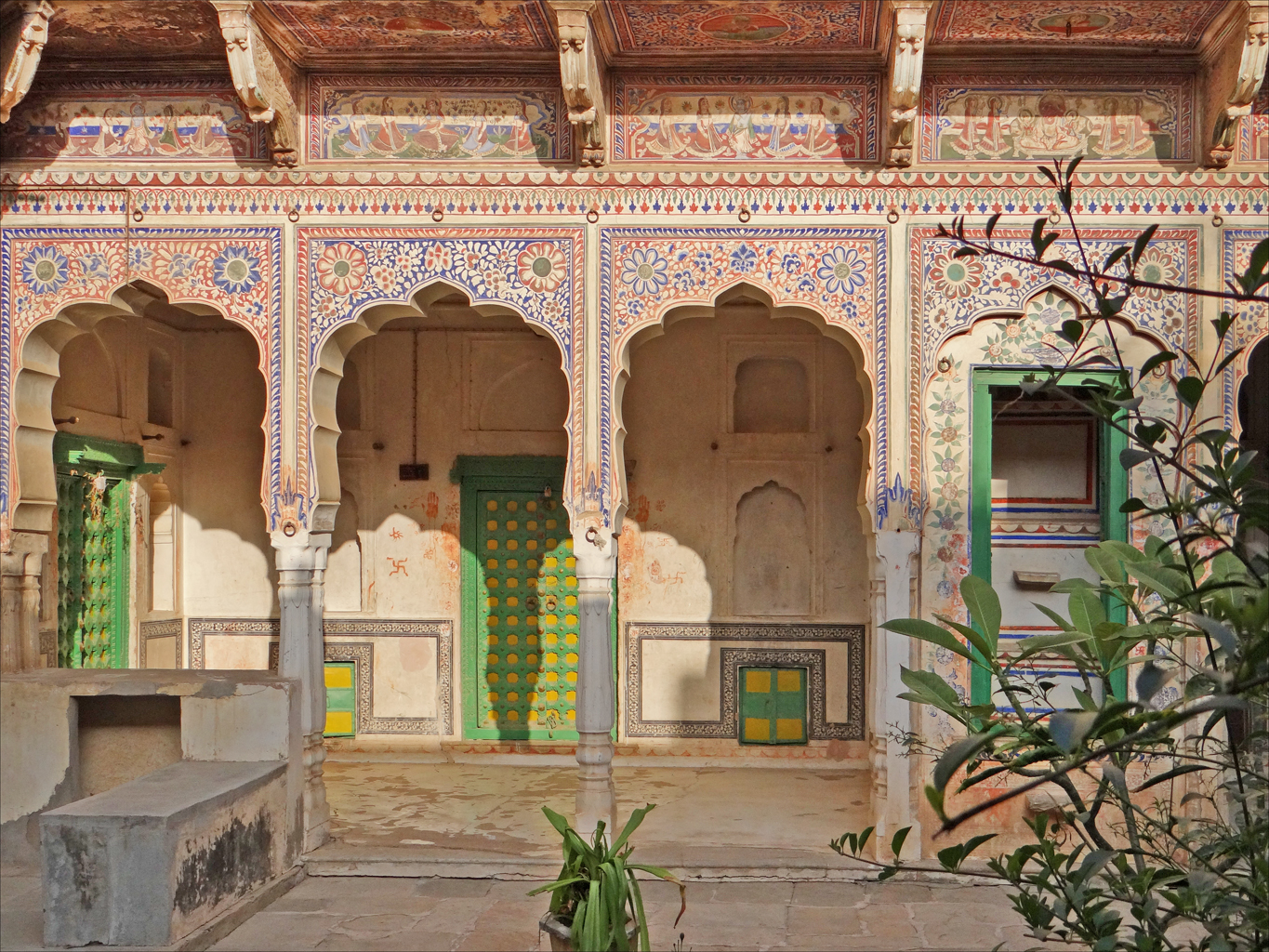
Mandawa ainsi que la région du Shekhawati sont connues pour leurs havelî, des demeures de riches marchands recouvertes de fresques.
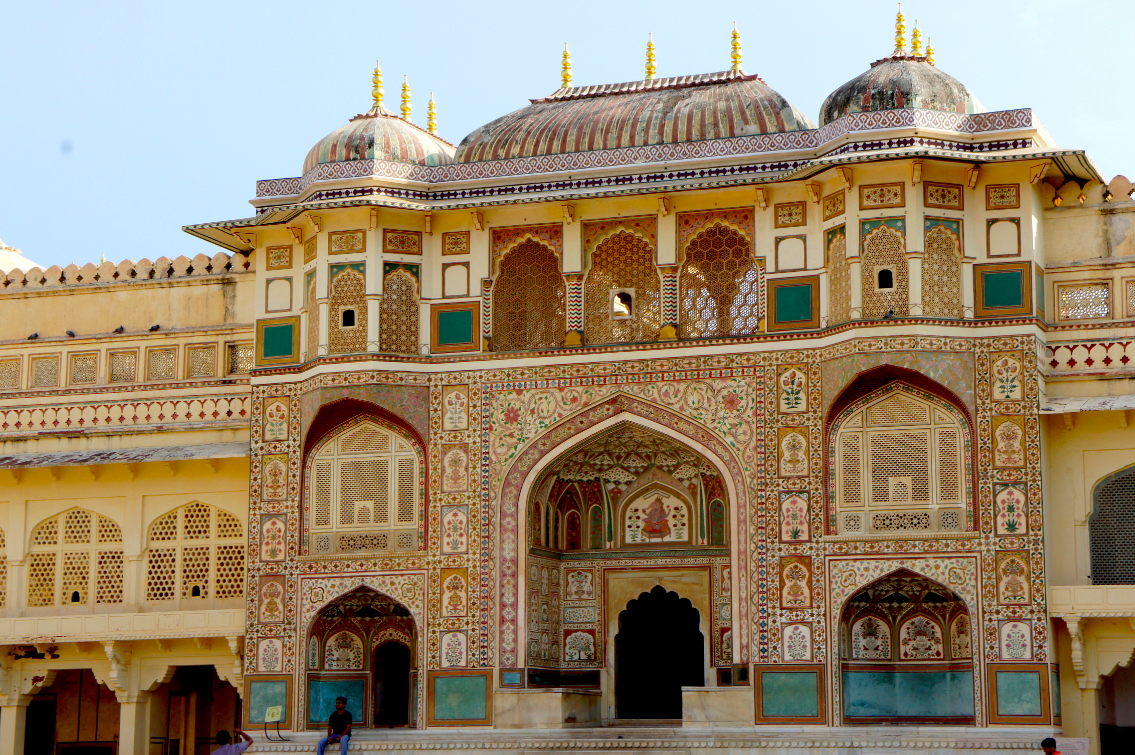
Le fort d'Amber non loin de Jaipur est classé au patrimoine mondial de l'Humanité.
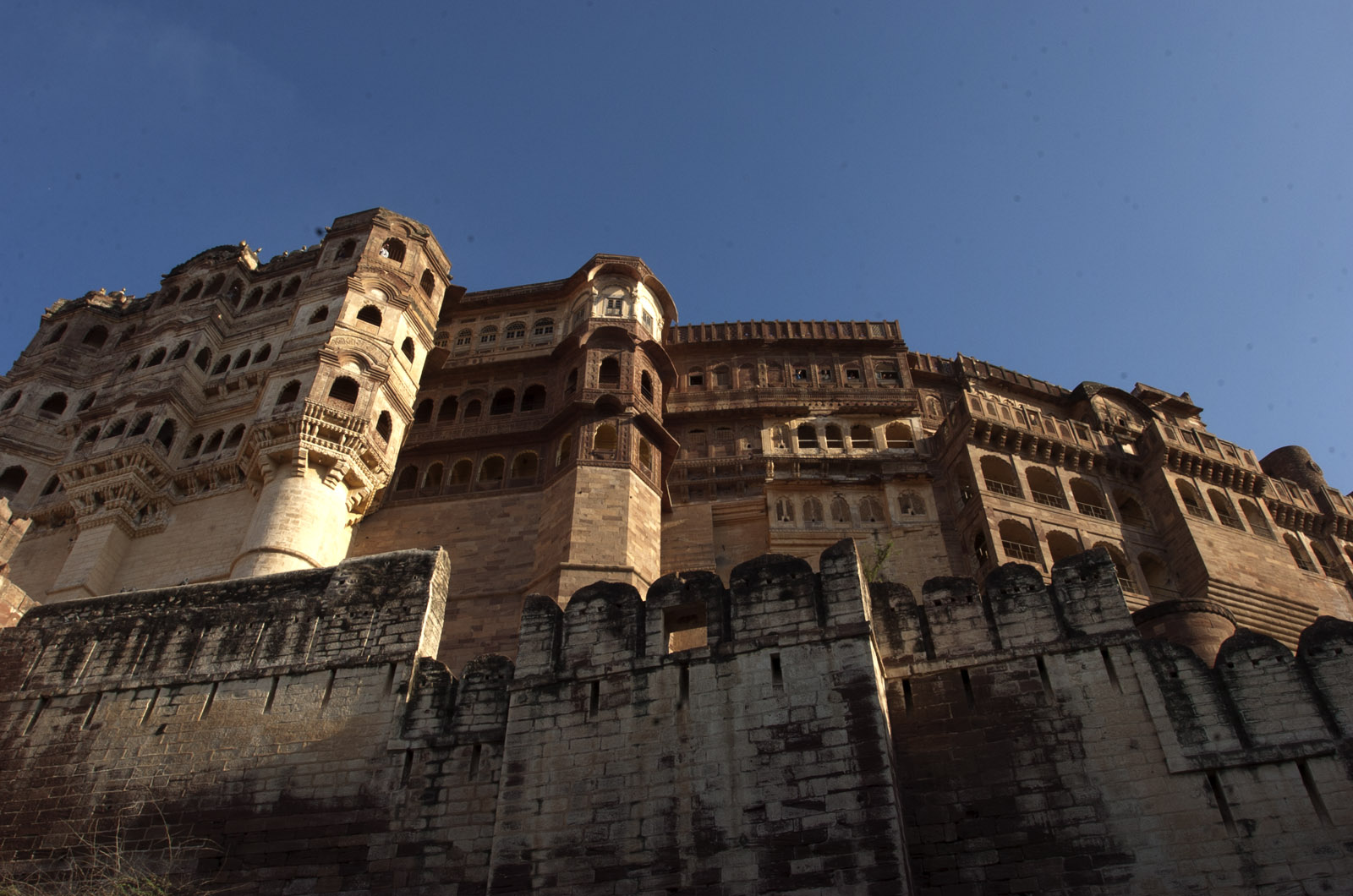
Le fort de Mehrangarh à Jodhpur, est l'un des plus imposants et célèbres forts du Rajasthan.
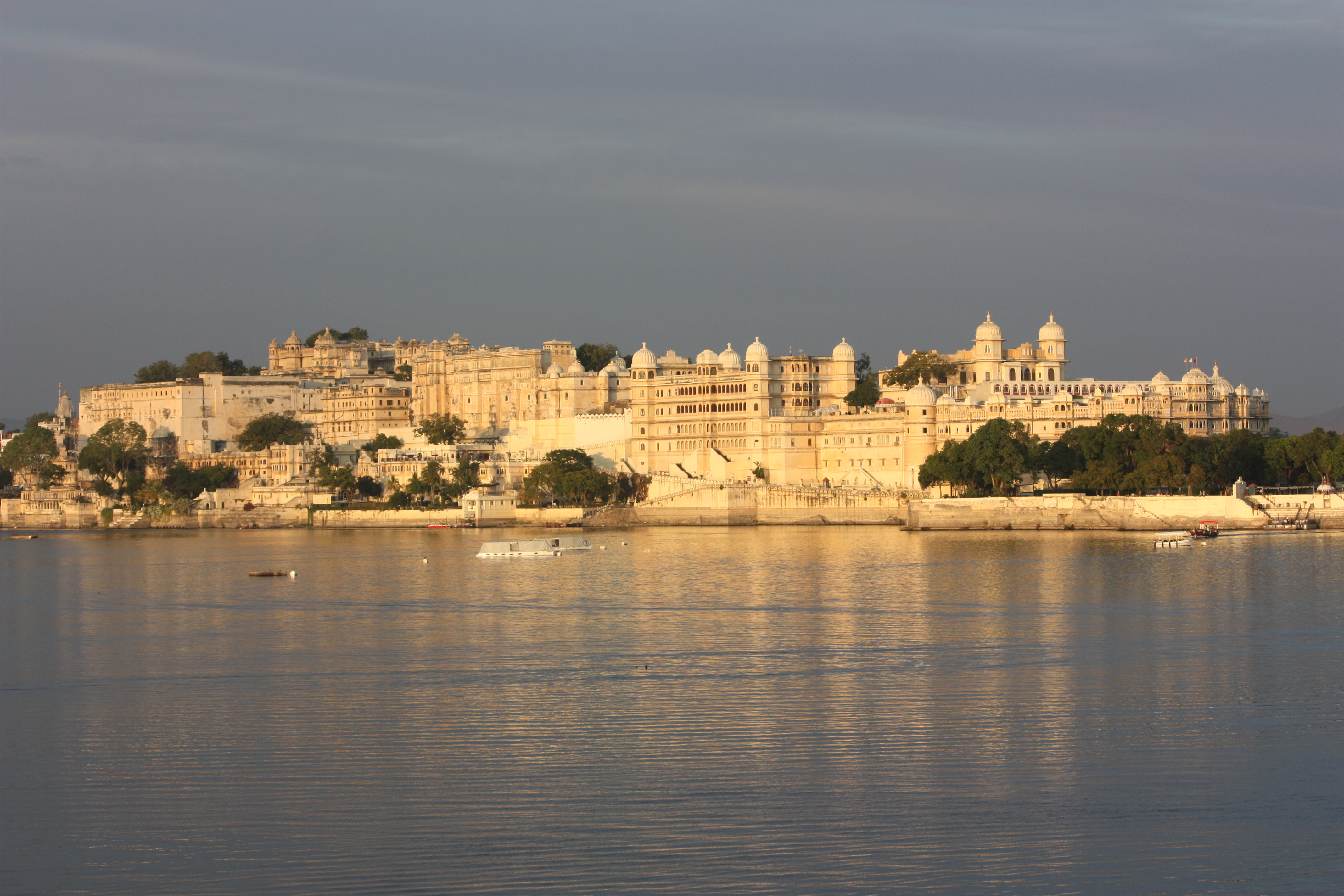
Le lac Pichola et les palais l'entourant font la fierté d'Udaipur, une ville qui a servi de décor à de nombreux films dont Octopussy.
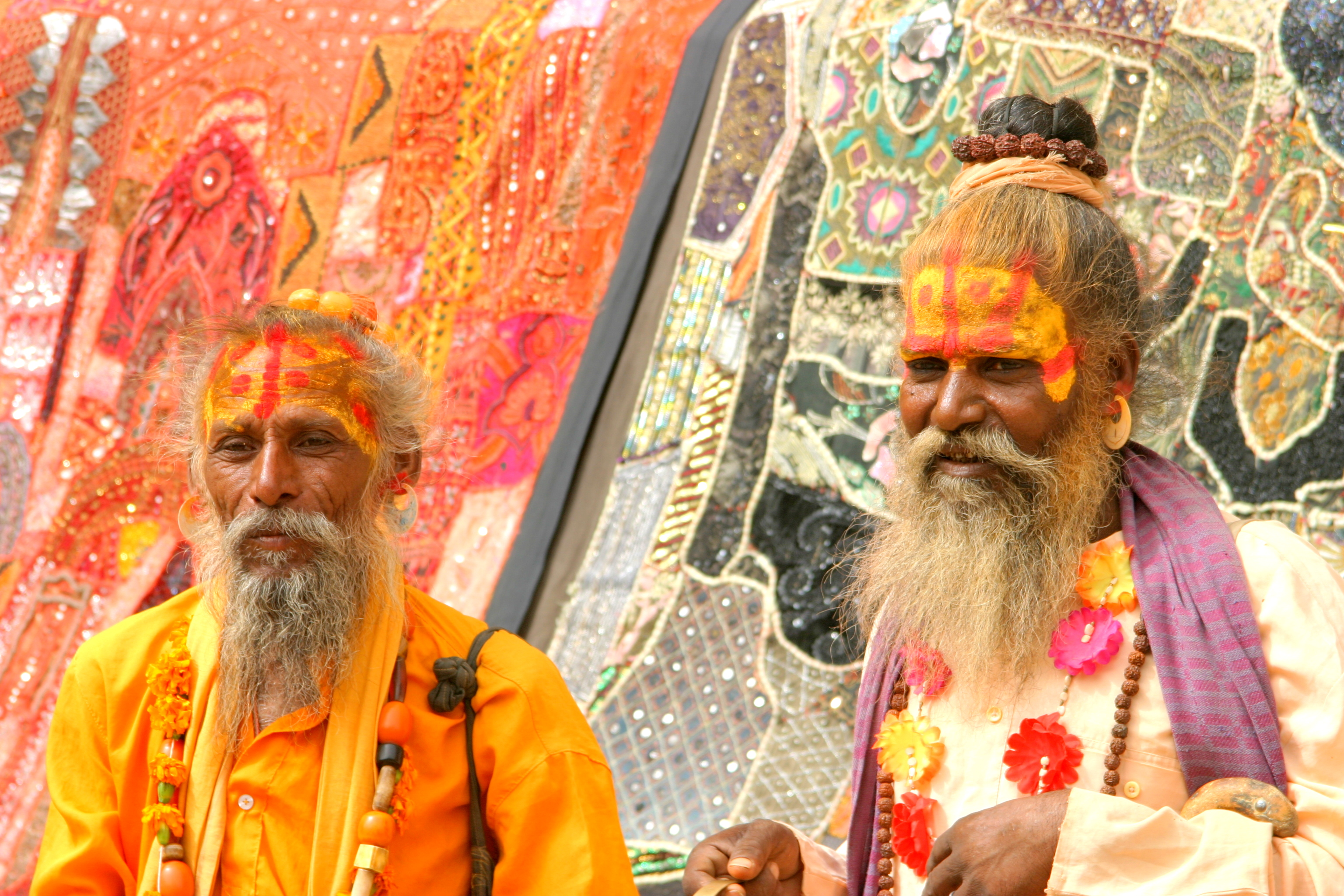
Deux Sadhu vishnouites. Le Vishnouisme est le courant religieux hindou le plus suivi par la population.
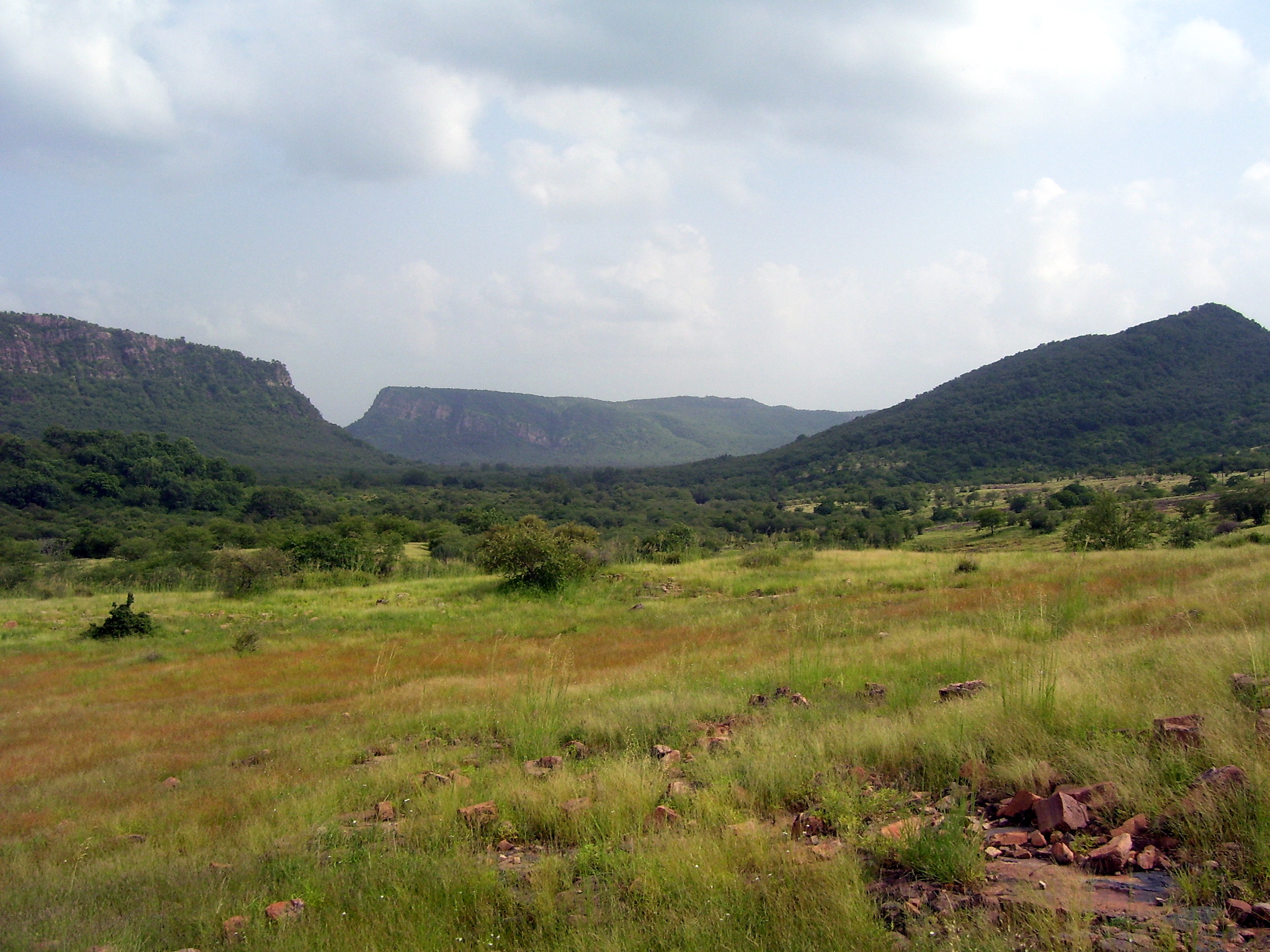
Le parc national de Ranthambore est une des réserves les plus fréquentées d'Inde du Nord.
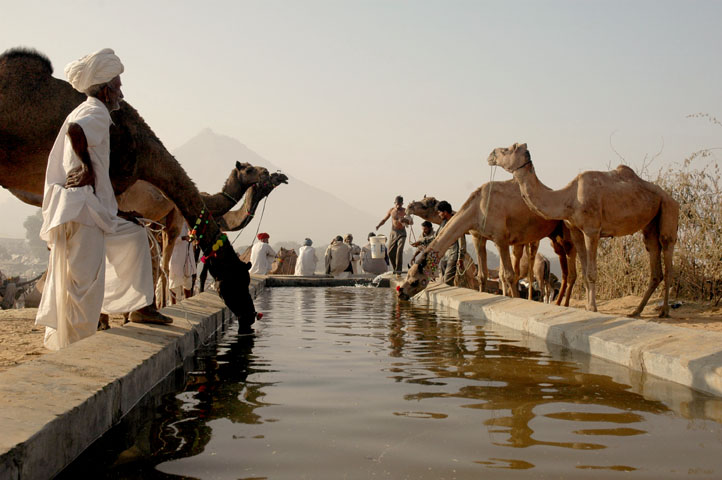
La célèbre Foire de Pushkar, est une véritable attraction d’intérêt touristique très visitée.
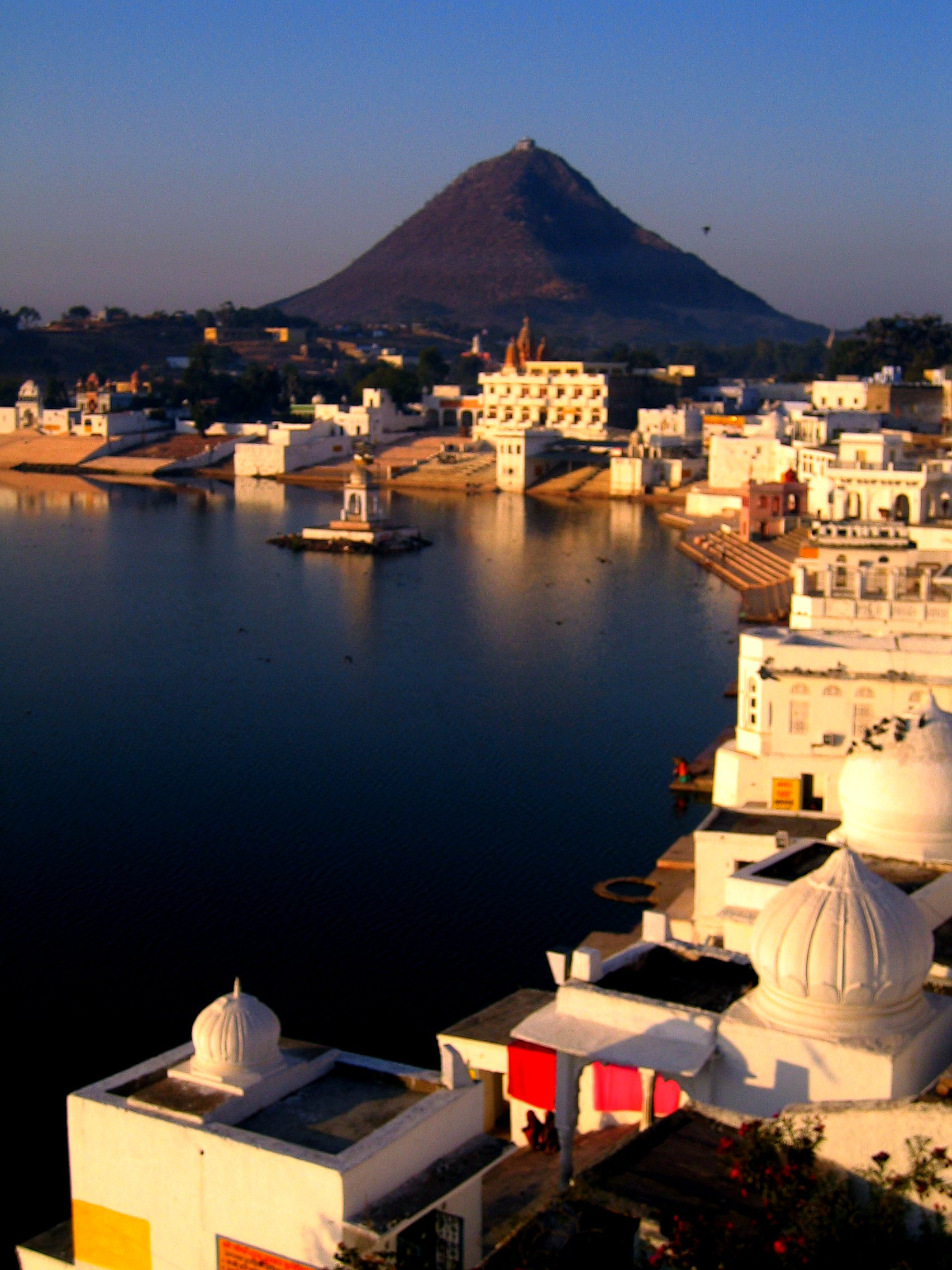
Le lac et les ghâts de Pushkar.
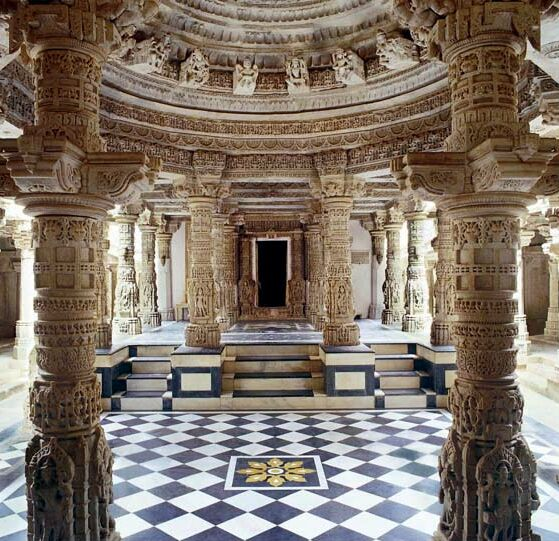
Les Temples de Dilwara (en) (mont Abu) sont réputés pour leurs beauté artistique.
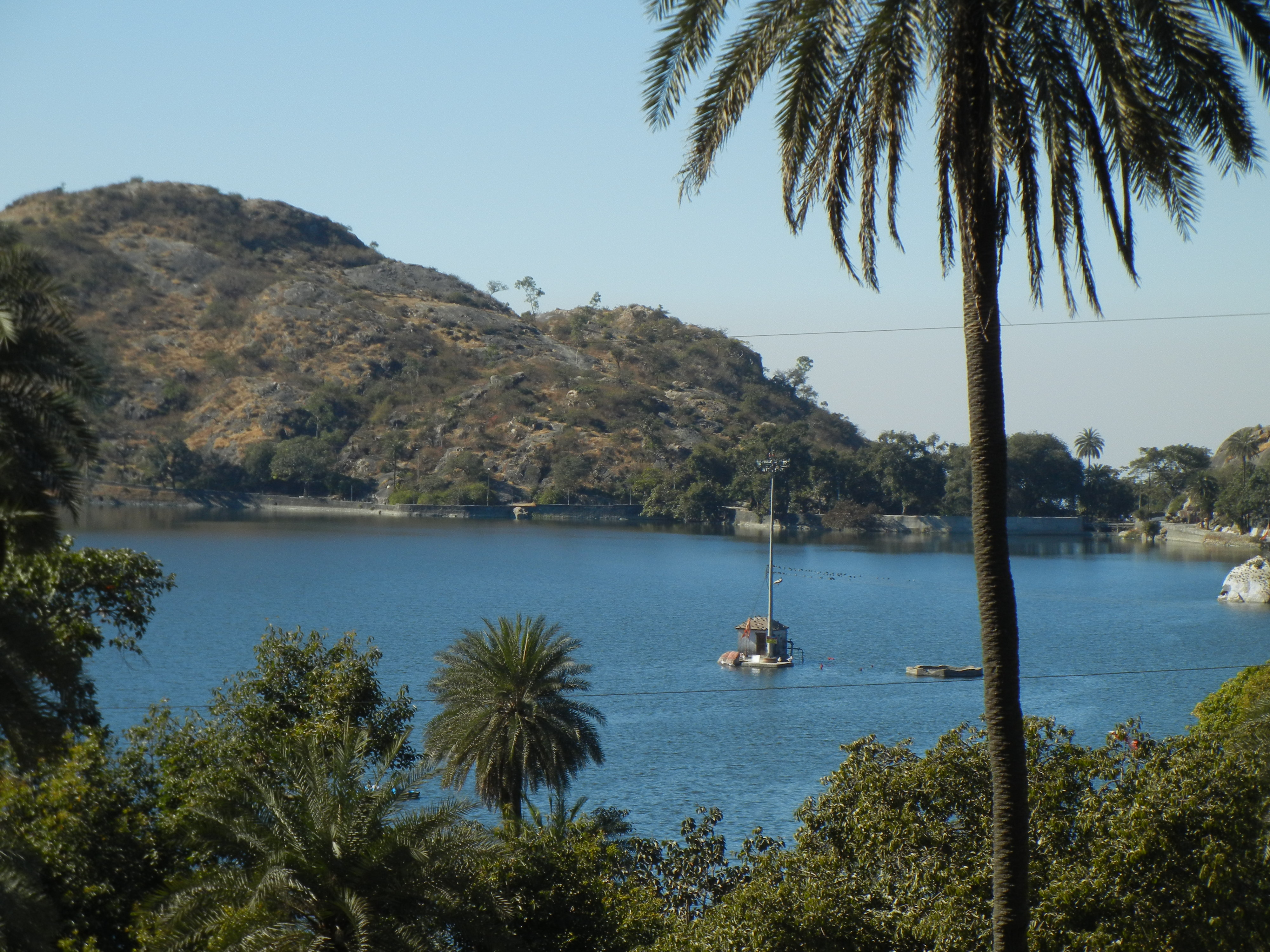
Mont Abu est le seul Hill Station du Rajasthan.
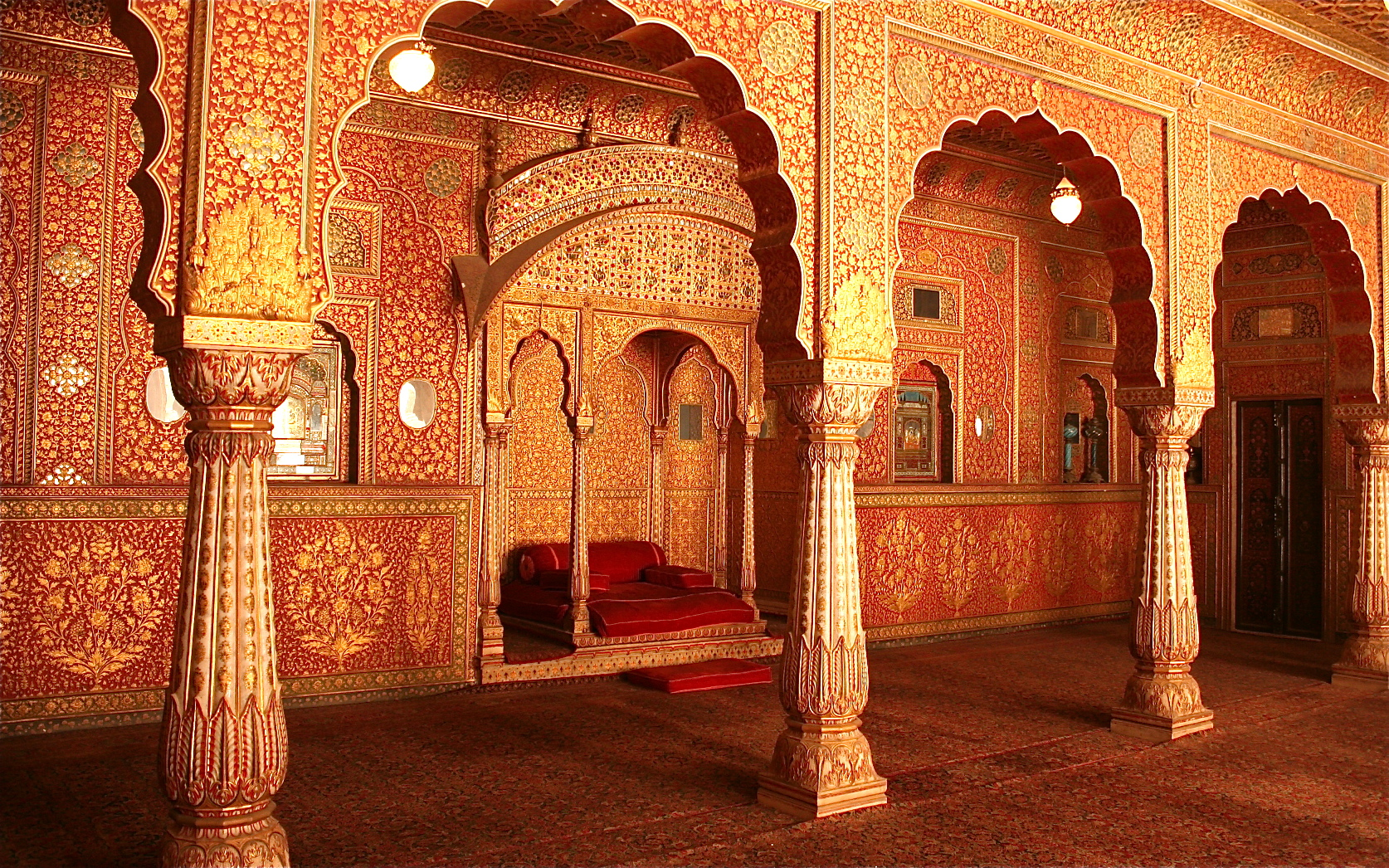
L'Anup Mahal est la salle d'audience du fort de Bikaner, une ancienne principauté célèbre pour son rôle durant la Première Guerre mondiale.
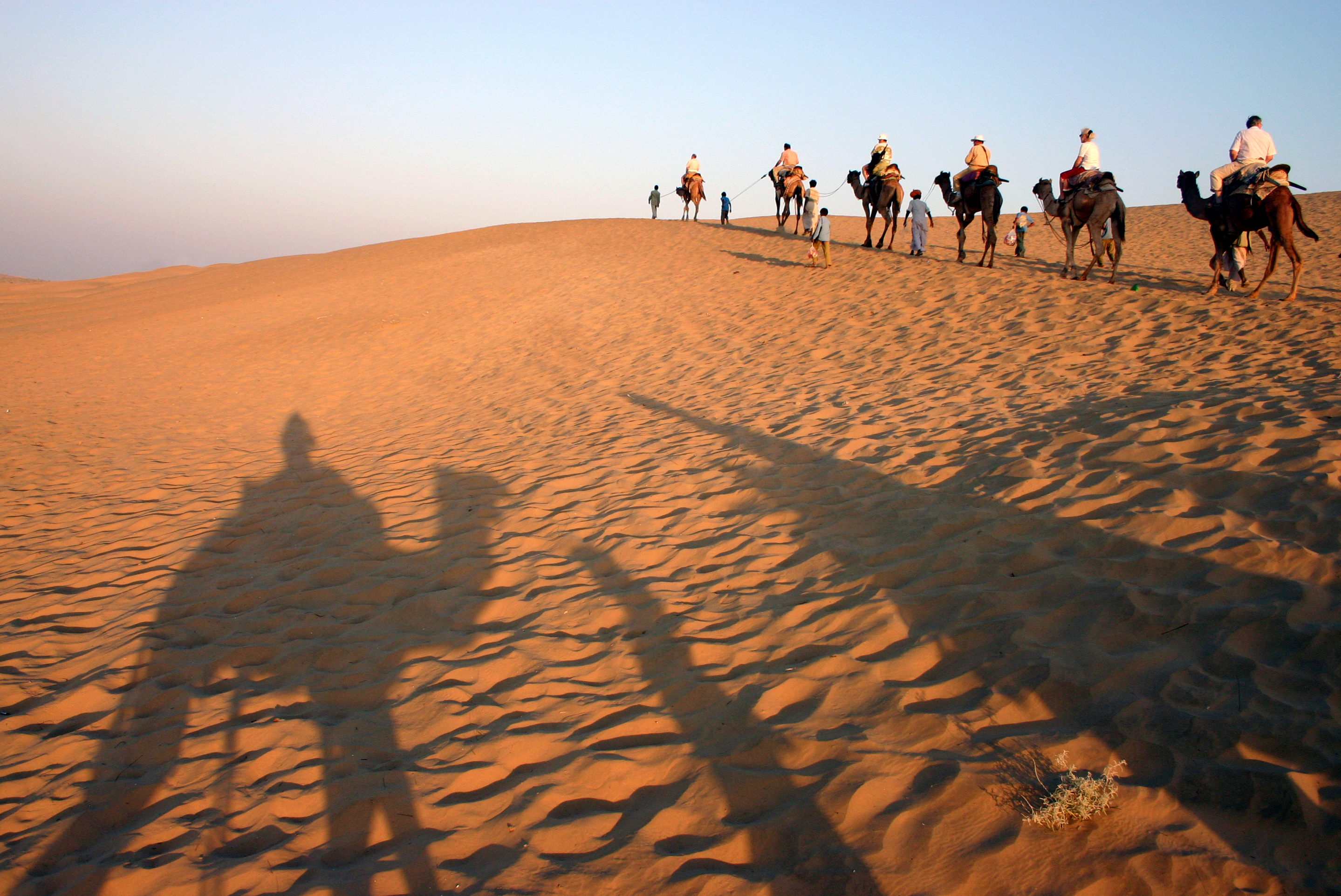
Le désert du Thar occupe plus de 70 % de l'État. C'est également le seul désert chaud d'Inde.
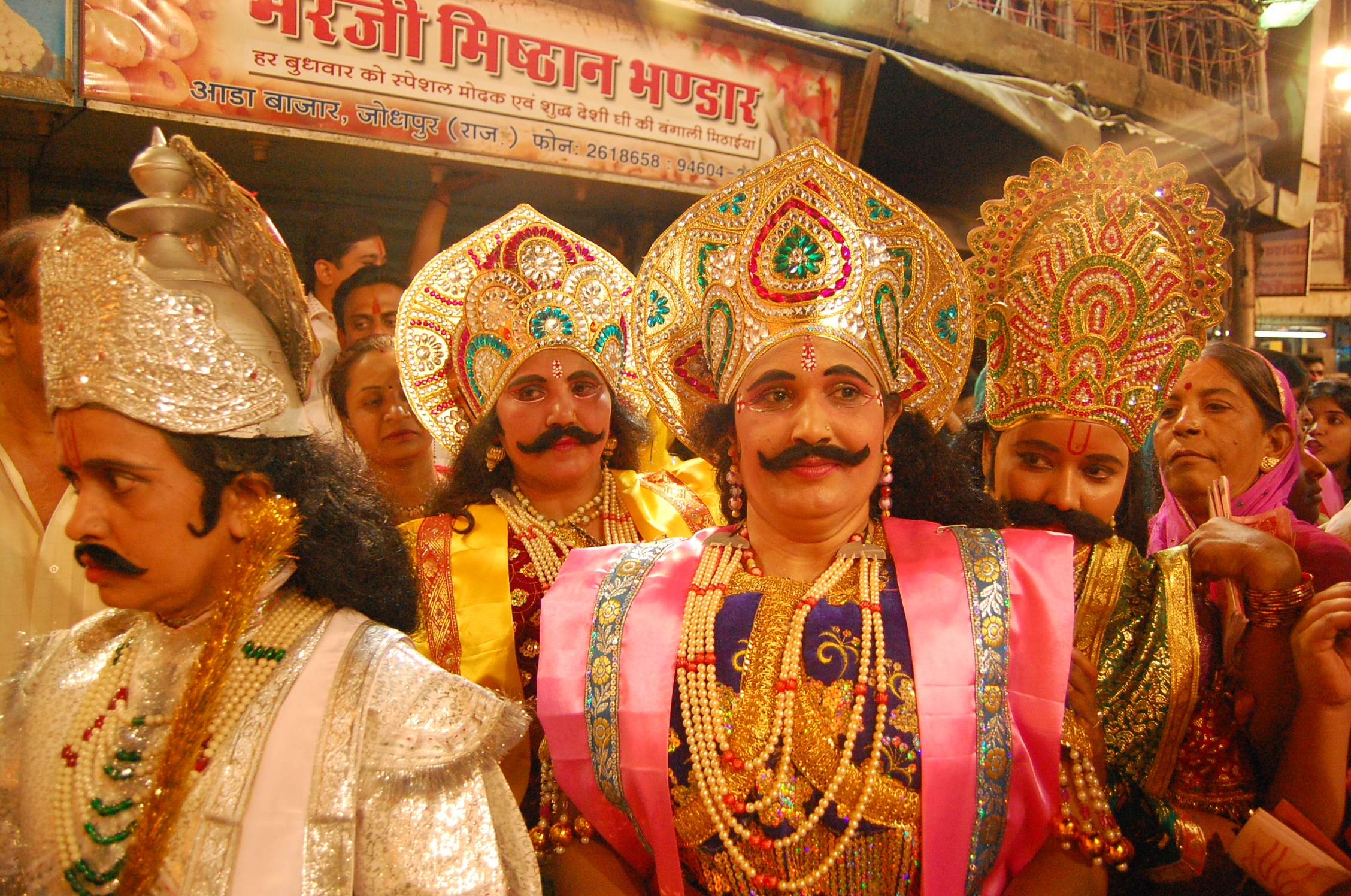
Femmes déguisées à l'occasion de Dhinga Gavar, une fête semblable à Gangaur mais uniquement célébrée à Jodhpur.
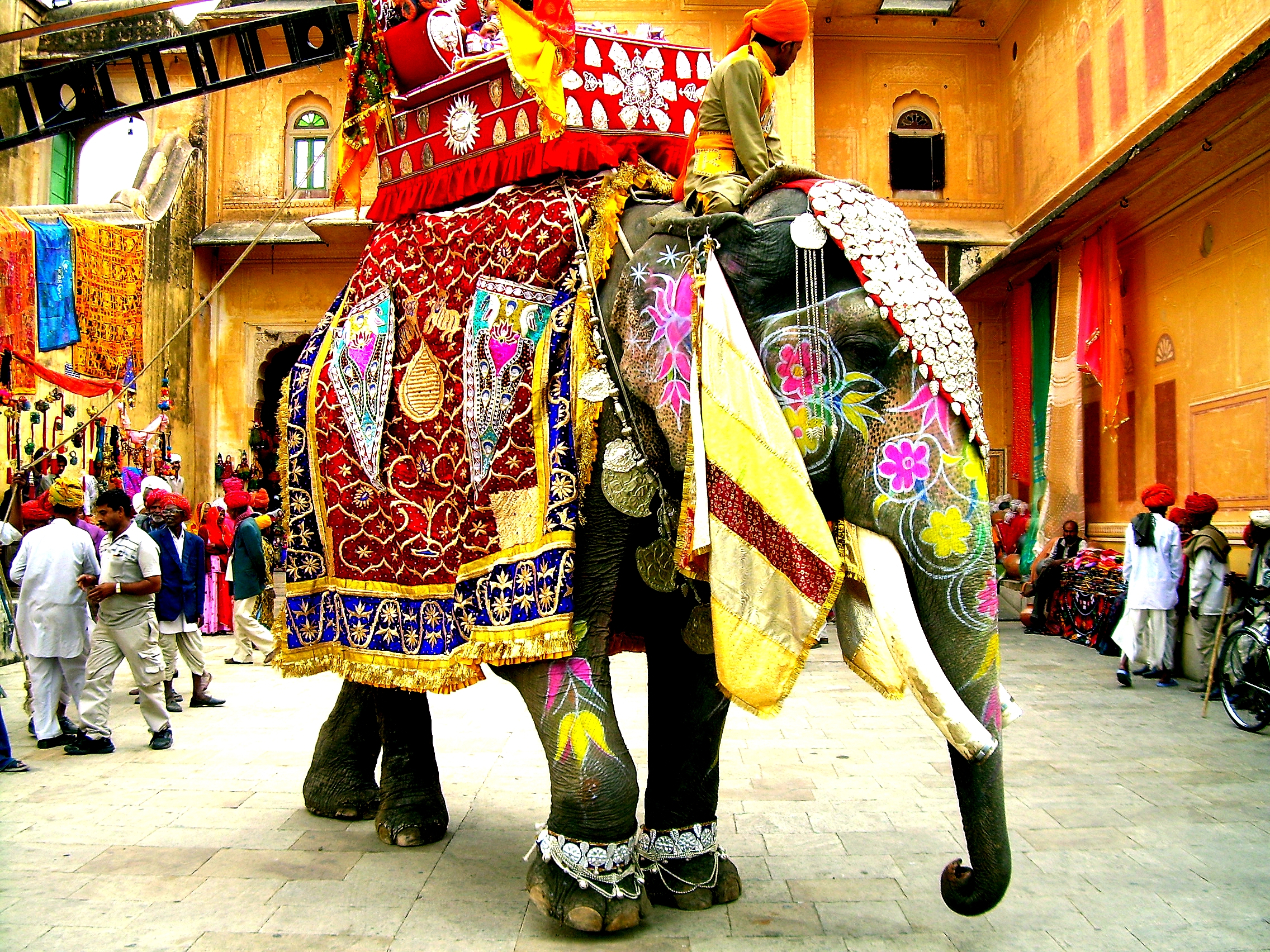
Éléphant décoré à Jaipur.